# Malinauka (rejon orszański)
Malinauka (biał. Малінаўка; ros. Малиновка, Malinowka) – wieś na Białorusi, w obwodzie witebskim, w rejonie orszańskim, w sielsowiecie Wuscie.